# Шилдс, Брук
Брук Кри́ста Шилдс (англ. Brooke Christa Shields; род. 31 мая 1965[…], Манхэттен, Нью-Йорк) — американская актриса кино и телевидения, модель.

## Карьера
Карьера Шилдс как модели началась в середине 1970-х годов, когда она была ещё ребёнком. Первой актёрской работой девочки стало участие в сериале «Слоновая кость», снятом Франческо Скавулло. Её агентом была Эйлин Форд, которая заявляет в своей биографии в Lifetime Network, что она открыла детское подразделение специально для Брук Шилдс.
В 1975 году в возрасте 10 лет Брук Шилдс с одобрения своей матери приняла участие в откровенной эротической фотосессии Гарри Гросса для «Playboy Press», снявшись совершенно обнажённой. Впоследствии она много лет пыталась отсудить у журнала права на фото и негативы, но проиграла. Переснимок оригинала, выполненный нью-йоркским художником Ричардом Принсом, должен был выставляться на всеобщее обозрение в лондонской Галерее Тейт, однако полиция запретила экспозицию фотографии, сославшись на недопустимость экспонирования «детской порнографии».
В начале 1980 года Шилдс была самой молодой моделью, когда-либо появившейся на обложке «Vogue». Позже в этом же году актриса появилась в спорной теле- и печатной рекламе джинсов от Calvin Klein. В рекламном слогане Шилдс произносит фразу: «Вы хотите знать, что находится между мной и моими джинсами? Ничего!»
К 16 годам Шилдс стала одной из самых узнаваемых моделей в мире. Журнал «Time» от 9 февраля 1981 года сообщал, что её дневной заработок составлял 10 000 $. В 1983 году Шилдс появилась на обложке сентябрьского «Paris Vogue», в октябре и ноябре — американского «Vogue» и декабрьского выпуска итальянской версии журнала.
Самую большую известность Брук принёс фильм «Голубая лагуна» 1980 года. За роль Эммелин она была номинирована как лучшая актриса года на премию «Молодой актёр». И за эту же роль в 1981 году получила антикинопремию «Золотая малина» в номинации «Худшая женская роль».
В 1990 году второй раз получила награду «Золотая малина» в номинации «худшая женская роль второго плана» за роль камео в фильме «Зона скорости».
В 1996—2000 годах играла главную роль в телесериале «Непредсказуемая Сьюзан», за эту роль в 1997 году получила премию «Выбор народа» в номинации «Любимая актриса в новом шоу» и была дважды номинирована в 1997 и в 1998 годах на премию «Золотой глобус» как Лучшая актриса в телесериале.
В июне 2024 года Брук Шилдс запустит бренд уходовой косметики для волос Commence для женщин старше 40 лет.

## Личная жизнь
Майкл Джексон встретил 15-летнюю модель Брук Шилдс в 1981 на Academy Awards. С того времени пара наслаждалась близкими отношениями, которые, по заявлениям Шилдс, впоследствии были абсолютно асексуальные. В 2009 модель сказала, что они были близки, потому что секс никогда не был проблемой для них. Она также призналась, что хотя Джексон никогда формально не предлагал — он описал его отношения с моделью как «романтически серьезные» в автобиографии 1988 года Лунная походка — часто говорил об их свадьбе и воспитании приёмных детей. Предложения были приняты с порицанием от Шилдс, которая чувствовала, что такие действия «слишком расстроят [её] жизнь».
С 1997 года по 1999 год была замужем за знаменитым теннисистом Андре Агасси.
С 2001 года замужем за американским сценаристом, режиссёром и продюсером Крисом Хенчи (англ. Chris Henchy), с которым познакомилась в 1999 году во время работы над комедийным телесериалом «Непредсказуемая Сьюзан». В браке родились две дочери.

## Фильмография

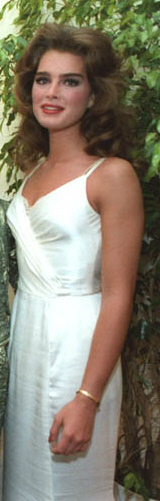
В мае 1983 года.

| Год       |    | Русское название                                   | Оригинальное название                      | Роль                                  |
| --------- | -- | -------------------------------------------------- | ------------------------------------------ | ------------------------------------- |
| 1974      | тф | После грехопадения                                 | After the Fall                             | дочь Квентина                         |
| 1976      | ф  | Элис, милая Элис                                   | Alice, Sweet Alice / Communion             | Карен Спейджес                        |
| 1978      | ф  | Прелестное дитя                                    | Pretty Baby                                | Вайолет                               |
| 1978      | ф  | Король цыган                                       | King of the Gypsies                        | Тита                                  |
| 1979      | ф  | Тилт                                               | Tilt                                       | Тилт (Бренда Луиза Дэвенпорт)         |
| 1979      | ф  | Ванда Невада                                       | Wanda Nevada                               | Ванда Невада                          |
| 1979      | ф  | Только ты и я, малыш                               | Just You and Me, Kid                       | Кейт                                  |
| 1980      | ф  | Голубая лагуна                                     | The Blue Lagoon                            | Эммелин                               |
| 1981      | ф  | Бесконечная любовь                                 | Endless Love                               | Джейд Баттерфилд                      |
| 1982      | с  | Доктора                                            | The Doctors                                | Элизабет Харрингтон                   |
| 1983      | ф  | Сахара                                             | Sahara                                     | Дэйл                                  |
| 1984      | ф  | Маппеты захватывают Манхэттен                      | The Muppets Take Manhattan                 | покупательница                        |
| 1984      | тф | Мокрое золото                                      | Wet Gold                                   | Лаура                                 |
| 1988      | тф | Бриллиантовая ловушка                              | The Diamond Trap                           | Тара Холден                           |
| 1989      | ф  | Зона скорости                                      | Speed Zone                                 | стюардесса / Брук Шилдс (камео)       |
| 1989      | ф  | Бренда Старр                                       | Brenda Starr                               | Бренда Старр                          |
| 1990      | ф  | Трущобные мечты                                    | Backstreet Dreams                          | Стиви                                 |
| 1992      | ф  | Дикая природа                                      | Running Wild                               | Кристин                               |
| 1992      | с  | Квантовый скачок                                   | Quantum Leap                               | Ванесса Фостер                        |
| 1993      | ф  | Уроды                                              | Freaked                                    | Скай Дейли                            |
| 1993      | тф | Я могу заставить тебя полюбить меня                | Stalking Laura                             | Лаура Блэк                            |
| 1993      | с  | Байки из склепа                                    | Tales from the Crypt                       | Норма                                 |
| 1994      | тф | Американская любовь                                | Un amore americano                         | Грета                                 |
| 1994      | ф  | Седьмой этаж                                       | The Seventh Floor                          | Кейт Флетчер                          |
| 1995      | тф | Ничто не вечно                                     | Nothing Lasts Forever                      | доктор Бэт Тафт                       |
| 1996      | ф  | Шоссе                                              | Freeway                                    | Мими Вулвертон                        |
| 1996      | с  | Друзья                                             | Friends                                    | Эрика Форд                            |
| 1998      | ф  | Почти идеальное ограбление                         | The Almost Perfect Bank Robbery            | Синди Лафранс                         |
| 1998      | тф | Несчастья Маргарет                                 | The Misadventures of Margaret              | Лили                                  |
| 1999      | ф  | Уикенд                                             | The Weekend                                | Нина                                  |
| 1999      | ф  | Чёрное и белое                                     | Black and White                            | Сэм Донаджер                          |
| 1999      | ф  | Холостяк                                           | The Bachelor                               | Бакли Хайл-Виндзор                    |
| 2000      | ф  | После секса                                        | After Sex                                  | Кейт                                  |
| 1996—2000 | с  | Непредсказуемая Сьюзан                             | Suddenly Susan                             | Сьюзан                                |
| 2001      | тф | Залог семейного счастья                            | What Makes a Family                        | Жанин Нильссен                        |
| 2001      | с  | Журнал мод                                         | Just Shoot Me!                             | Эрлин Нудлмэн, сестра Нины            |
| 2002      | с  | Вдовы                                              | Widows                                     | Ширли Эллер                           |
| 2003      | мф | Мисс Паучок и её Друзья                            | Miss Spider’s Sunny Patch Kids             | Мисс Паучок (озвучивание)             |
| 2003      | мс | Грязный Гарри                                      | Gary the Rat                               | Кассандра Харрисон (озвучивание)      |
| 2004      | тф | Знак чёрной розы                                   | Gone But Not Forgotten                     | Бетси Танненбаум                      |
| 2004      | с  | Я с ней                                            | I’m with Her                               | Иви Тайлер                            |
| 2004      | ф  | Муж напрокат                                       | Mariti in affitto / Our Italian Husband    | Шарлин Тэйлор                         |
| 2004      | с  | Шоу 70-х                                           | That '70s Show                             | Памела Буркхарт                       |
| 2004      | мф | Необыкновенное приключение в городе пасхальных яиц | The Easter Egg Adventure                   | ужасная зайчиха Хэрриет (озвучивание) |
| 2005      | тф | Запах новой машины                                 | New Car Smell                              | Эйприл                                |
| 2005      | ф  | Дворецкий Боб                                      | Bob the Butler                             | Энн Джеймисон                         |
| 2006      | с  | Закон и порядок: Преступное намерение              | Law & Order: Criminal Intent               | Келли Слоан-Рейнс                     |
| 2006      | с  | Части тела                                         | Nip/Tuck                                   | Фейт Волпер                           |
| 2007      | с  | Два с половиной человека                           | Two and a Half Men                         | Даниэль Стюарт                        |
| 2007      | мс | Бэтмен                                             | The Batman                                 | Джули (озвучивание)                   |
| 2007      | ф  | Упаковщик                                          | Bag Boy                                    | миссис Харт                           |
| 2007—2009 | с  | Ханна Монтана                                      | Hannah Montana                             | Сьюзан Стюарт                         |
| 2008      | мф | Лига Справедливости: Новый барьер                  | Justice League: The New Frontier           | Кэрол Феррис (озвучивание)            |
| 2008      | ф  | Полуночный экспресс                                | The Midnight Meat Train                    | Сьюзан Хофф                           |
| 2008      | мф | Изменчивые басни: Златовласка и три медведя        | Unstable Fables: Goldilocks & 3 Bears Show | медведица Руби (озвучивание)          |
| 2008—2009 | с  | Помадные джунгли                                   | Lipstick Jungle                            | Уэнди                                 |
| 2009      | с  | Поздней ночью с Джимми Фэллоном                    | Late Night with Jimmy Fallon               | леди Нора                             |
| 2010—2018 | с  | Бывает и хуже                                      | The Middle                                 | Рита Глосснер                         |
| 2010      | с  | Телеканал «Гори в Аду»                             | Funny or Die Presents                      | спящая знаменитость                   |
| 2010      | ф  | Месть пушистых                                     | Furry Vengeance                            | Тэмми Сандерс                         |
| 2010      | ф  | Копы в глубоком запасе                             | The Other Guys                             | камео                                 |
| 2010      | тф | Мальчик, который рассказывал об оборотне           | The Boy Who Cried Werewolf                 | мадам Ви                              |
| 2010      | ф  | Дочь Кастро                                        | Castro’s Daughter                          | Бетси Джонс                           |
| 2011      | ф  | Молодость Уитни Браун                              | The Greening of Whitney Brown              | Джоан Браун                           |
| 2011      | ф  | Как выйти замуж за миллиардера                     | Chalet Girl                                | Каролайн                              |
| 2013      | с  | Армейские жёны                                     | Army Wives                                 | полковник ВВС Кэтрин «Кэт» Янг        |
| 2013      | ф  | Приливы                                            | The Hot Flashes                            | Бэт Хэмфри                            |
| 2013      | с  | Супер весёлый вечер                                | Super Fun Night                            | Мерна, Элисон Локридж                 |
| 2014      | с  | Шоу Майкла Джей Фокса                              | The Michael J. Fox Show                    | Дебора, возлюбленная Йена             |
| 2014—2019 | с  | Мистер Пиклз                                       | Mr. Pickles                                | миссис Гудман (озвучивание)           |
| 2016      | с  | Когда зовёт сердце                                 | When Calls the Heart                       | Шарлотта Торнтон                      |
| 2016      | с  | Королевы крика                                     | Scream Queens                              | доктор Скарлетт Ловин                 |
| 2017      | ф  | Дейзи Уинтерс                                      | Daisy Winters                              | Мать Сэнди Уинтерс                    |
| 2017—2018 | с  | Закон и порядок: Специальный корпус                | Law & Order: Special Victims Unit          | Шейла Портер                          |
| 2018—2019 | с  | Девственница Джейн                                 | Jane the Virgin                            | Ривер Филдс, актриса                  |
| 2018      | с  | Мерфи Браун                                        | Murphy Brown                               | Холли Маккин Линн                     |
| 2020      | с  | 9-1-1                                              | 9-1-1                                      | доктор Кара Сэнфорд                   |
| 2021      | ф  | Замок к Рождеству                                  | A Castle for Christmas                     | Софи Браун                            |
| 2022      | ф  | Праздничная гармония                               | Holiday Harmony                            | Ван Кроуфорд                          |
| 2024      | ф  | Мать невесты                                       | Mother of the Bride                        | Лана Уинслоу                          |
| 2024      | мф | Пушистый вояж                                      | Gracie and Pedro: Pets to the Rescue       | Уиллоу (озвучивание)                  |

## Факты
- Выпускница Принстонского университета. В нём она изучала французскую литературу.
- Согласно генеалогическим исследованиям в программе «Родословная семьи», по линии отца является потомком Генриха IV через его дочь Кристину Французскую[9].